# Unitariska kyrkan i Transsylvanien
Den unitarska kyrkan i Transsylvanien (ungerska: Erdélyi Unitárius Egyház; rumänska: Biserica Unitariană din Transilvania) är en unitarisk kyrka, baserad i staden Cluj i Transsylvanien i Rumänien. Grundades 1568 i Furstendömet Transsylvanien med Ferenc Dávid som en av grundarna. Den har en majoritet av ungerska följare, och är en av 18 religiösa samfund som officiellt erkänts av den rumänska staten. 
De transsylvanska och ungerska unitarerna representerar den enda grenen av unitarism som inte antagit en kongregationalistisk ordning utan som kvarstår episkopalt med biskopar. Den unitariska kyrkan i Transsylvanien administreras av en biskop och två huvudkuratorer och är uppdelade i fem ärkeprästerskap. Kyrkan, som använder ungerska som liturgiskt språk, stöder och undervisar enligt en katekes. 
Tillsammans med den kalvinistiska reformerade kyrkan och de två lutherska kyrkorna i Rumänien (den evangeliska lutherska kyrkan och den Evangeliska kyrkan enligt Augustiansk bekännelse ) driver det unitariska samfundet det protestantiska teologiska institutet i Cluj, där unitarism representeras av en egen sektion. Dessutom har det två teologiska utbildningsinstitutioner på gymnasienivå. 
Kyrkan anger antalet troende till 80 000-100 000. Sedan 1700-talet har den unitiska kyrkan haft 125 församlingar — 2006 fanns det 110 unitariska präster och 141 gudstjänstplatser i Rumänien. 
Elva ungerska församlingar med cirka 25 000 medlemmar utgör numera ett kyrkodistrikt inom den Transylvanska kyrkan. 